# Manifesto de Emancipação (1861)

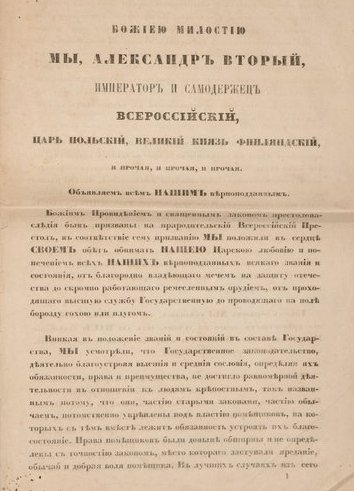
Original do Manifesto de Emancipação (1861)

O Manifesto de Emancipação foi o manifesto emitido pelo Czar Alexandre II da Rússia, em 3 de março de 1861, abolindo a servidão no Império Russo.

## Contexto
A derrota na Guerra da Crimeia, uma mudança perceptível na opinião pública e o crescente número de revoltas camponesas violentas mostraram a Alexandre II, que se tornou czar durante a guerra, que apenas uma reforma completa da antiquada estrutura social da Rússia colocaria a nação em pé de igualdade com as potências ocidentais. A abolição da servidão, decidiu ele, seria a prioridade. Em abril de 1856, num discurso a um grupo de nobres, o czar revelou a sua intenção e, no mês de janeiro seguinte, nomeou um comitêpara formular os planos para a emancipação dos servos. No final de 1859, o comitê enviou suas propostas às comissões imperiais, que as avaliaram e redigiram os estatutos preliminares da emancipação (outubro de 1860). Estes foram revisados pelo Conselho de Estado e assinados pelo czar em 19 de fevereiro de 1861, acompanhados de 17 atos legislativos que seriam a base do Manifesto.

## Emancipação

Leitura do Manifesto de Emancipação (Boris Kustodiev, 1907).

Alexandre II declarou que o objetivo básico da emancipação era satisfazer todos os envolvidos na servidão, tanto os servos quanto os proprietários de terras:
Chamados pela Divina Providência, juramos em nossos corações cumprir a missão que nos foi confiada e envolver com Nosso afeto e Nossa solicitude Imperial todos os Nossos fiéis súditos de todas as classes e condições.
Um compromisso entre liberais, conservadores, burocratas do governo e a nobreza fundiária, o Manifesto não satisfez plenamente ninguém, especialmente o grupo diretamente envolvido: os camponeses. De acordo com a lei, os servos receberiam imediatamente liberdades pessoais e terras prometidas, mas o processo pelo qual adquiririam o terreno era lento, complexo e caro. Eles eram obrigados a servir seus proprietários enquanto eram feitos inventários de todas as terras, calculados os loteamentos e os pagamentos, uma vez que, legalmente, a terra pertencia ao proprietário. Os camponeses, com os empréstimos do governo, tiveram de “resgatar” as suas parcelas de terra aos proprietários e fazer “pagamentos de resgate” ao governo durante os 49 anos seguintes. Em 1881, cerca de 85% dos camponeses russos tinham recebido as suas terras. Os lotes de terra eram adequados para sustentar as famílias que neles viviam e para produzir o suficiente para que pudessem cumprir os pagamentos de suas dívidas. Porém, o grande crescimento populacional que ocorreu na Rússia entre a emancipação e a Revolução de 1905 tornou cada vez mais difícil a sobrevivência econômica dos antigos servos.

## Resultados

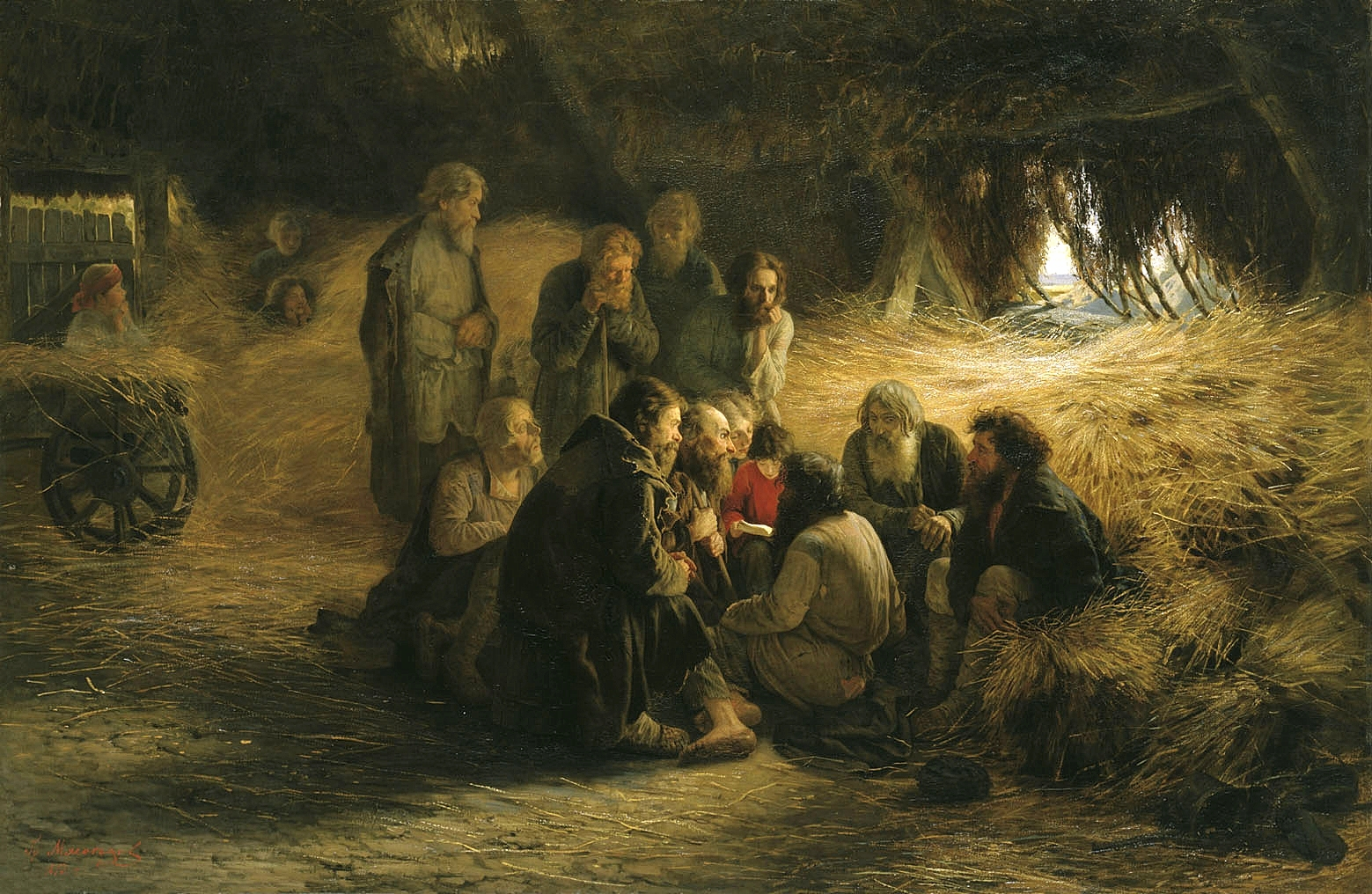
Leitura do Manifesto de 1861 (Grigoriy Myasoyedov, 1873).

A emancipação pretendia curar a fraqueza social mais básica da Rússia, o atraso e a carência em que a servidão lançou o campesinato da nação. Na verdade, embora com o tempo tenha surgido uma classe importante de camponeses abastados, a maioria permaneceu pobre e faminta de terras, esmagada por enormes pagamentos de impostos extraordinários e dívidas da emancipação. Só no ano revolucionário de 1905 é que o governo pôs fim a estes pagamentos. Nessa altura, contudo, a lealdade camponesa que a emancipação pretendia criar já não podia ser alcançada.